# Luís Sobrinho
Luís Fernandes Peixoto Gonçalves Sobrinho (Setúbal, 5 de maio de 1961 é um ex-futebolista português.
É considerado um dos melhores jogadores da história do Belenenses, sendo eleito no "O Onze do Centenário" do time de Portugal.

## Carreira
Sobrinho atuou entre 1980 e 1994, com um breve retorno em 1996. Defendeu o Vitória de Setúbal e o Belenenses durante a maior parte de sua carreira.
Depois de passagens malsucedidas por Racing Paris e Paços de Ferreira, ele encerrou sua carreira em 1994, no Felgueiras.
Ensaiou um retorno em 1996, quando foi contratado pelo Grandolense, equipe da AF Setúbal. Sobrinho parou definitivamente de atuar profissionalmente em 1997.

## Seleção
Sobrinho, convocado pela primeira vez para a Seleção Portuguesa em 1985, foi um dos 22 atletas escolhidos por José Torres para a disputa da Copa do Mundo realizada no ano seguinte, a primeira disputada pela Equipe das Quinas em 20 anos. Não disputou nenhuma partida pela seleção lusa, que amargaria a eliminação na primeira fase.
Sobrinho foi presença constante nas convocações de Portugal até 1990, mas o time não conseguiu se classificar para a Copa de 1990.
Entre 1985 e 1990, o defensor atuou em apenas oito jogos.